# برايان بوتر
برايان بوتر (بالإنجليزية: Brian Potter)‏ (26 يناير 1977 بدنفيرملين في المملكة المتحدة - ) هو لاعب كرة قدم بريطاني في مركز حراسة المرمى. لعب مع ريث روفرز وهاميلتون أكاديميكال وOakley United F.C. ‏.

## وصلات خارجية
- برايان بوتر على موقع قاعدة بيانات كرة القدم.إي يو (الإنجليزية)
- برايان بوتر على موقع Soccerbase.com (لاعب) (الإنجليزية)